# Isoperla quinquepunctata
Isoperla quinquepunctata és una espècie d'insecte plecòpter pertanyent a la família dels perlòdids.

## Descripció
- La larva mascle fa entre 9 i 12 mm de llargària corporal.[7]

## Alimentació
És carnívora.

## Hàbitat
En el seu estadi immadur és aquàtic i viu a l'aigua dolça, mentre que com a adult és terrestre i volador.

## Distribució geogràfica
Es troba a Nord-amèrica: el Canadà (Alberta, la Colúmbia Britànica i Saskatchewan), els Estats Units (Califòrnia, Colorado, Idaho, Kansas, Montana, Nebraska, Nou Mèxic, Arizona, Nevada, Oregon, Dakota del Sud, Utah i Wyoming) i Mèxic (la Baixa Califòrnia), incloent-hi el riu Colorado.